# Tamoya gargantua
Tamoya gargantua é uma espécie de água-viva cúbica (Cubozoa) da família Carybdeidae.